# Kompleks pszenny wadliwy
Kompleks pszenny wadliwy (3) – kompleks przydatności rolniczej gleb w Polsce obejmujący gleby średnio zwięzłe i zwięzłe, ale tylko te, które nie są zdolne do magazynowania większych ilości wody i w związku z tym są okresowo za suche. Gleby te należą do dwóch grup. Pierwsza grupa obejmuje gleby płytkie zwięzłe, zalegające na zbyt przepuszczalnym podłożu. Do tej grupy należą gleby wytworzone z iłów, glin i utworów pyłowych, podścielonych żwirem lub piaskiem luźnym oraz płytkie rędziny. Druga grupa zawiera gleby głębokie całkowite, które występują na zboczach wzniesień i stoków, co powoduje spływy powierzchniowe i erozję. W obu przypadkach plony roślin są różnicowane przez zmienność stosunków wodnych; w pierwszym przypadku brak wody może być spowodowany przepuszczalnym podłożem, co powoduje szybkie odprowadzenie wody do głębszych warstw oraz brak możliwości jej podsiąkania ku górze, w drugim przypadku jest to spowodowane spływem powierzchniowym. Plony roślin są zależne od ilości wody zmagazynowanej w glebie, które to w latach wilgotnych mogą być wyższe od tych uzyskiwanych na lepszym, drugim kompleksie, a w latach suchych mogą być małe. Charakterystycznym zjawiskiem występującym na glebach tego kompleksu jest wcześniejsze dojrzewanie zbóż, co pociąga za sobą gorsze wykształcenie ziarna i mniejsze plony.